# Ian Carr
.

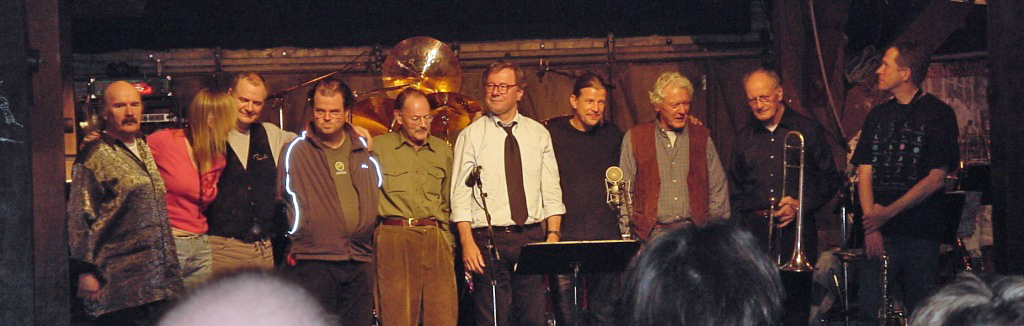
United Jazz and Rock Ensemble - Farewell Tour. Ian Carr is de vijfde van links

Ian Carr (Dumfries, 21 april 1933 - 25 februari 2009) was een Schotse jazzmuzikant, componist, schrijver en leraar. 

## Carrière
Toen Carr zeventien was, begon hij trompet te spelen. Na zijn studie ging hij in 1960 samen met zijn broer Mike in de band EmCee Five spelen. Na twee jaar verhuisde hij naar Londen, waar hij in het Rendell-Carr Quintet speelde (1963-1969). Leden van het kwintet waren pianist Michael Garrick, bassist Dave Green, drummer Trevor Tomkins en saxofonist Don Rendell. De groep nam in zes jaar vijf albums op voor het platenlabel EMI Group.
Nadat hij het kwintet had verlaten, vormde Carr de jazzrockband Nucleus. De leden van de band waren Karl Jenkins (keyboard/hobo), Brian Smith (saxofoon/fluit), Chris Spedding (gitaar), Jeff Clyne (bas) en John Marshall (drums).
Nucleus bracht twaalf albums uit, waarvan Elastic Rock het bekendste is. Tijdens zijn periode bij Nucleus speelde Carr ook nog in het United Jazz & Rock Ensemble. 
Carr was naast muzikant ook schrijver. Hij schreef een column voor het BBC Music Magazine en heeft biografieën geschreven van de jazzmuzikanten Keith Jarrett en Miles Davis. Hij schreef ook boeken over de jazzmuziek.

## Discografie

### Emcee Five
- 1961: Let's Take Five
- 1962: Bebop from the East Coast

### Rendell-Carr Quintet
- 1964: Shades of Blue
- 1965: Live in London
- 1966: Dusk Fire
- 1968: Live from the Antibes Jazz Festival (plus 1964 recordings by the Don Rendell Four and Five)
- 1968: Phase III
- 1969: Change Is
- 1969: "Live"

### MetDon Rendell
- 2001: Reunion

### Nucleus
- 1970: Elastic Rock
- 1971: We'll Talk About It Later
- 1971: Solar Plexus
- 1972: Belladonna
- 1973: Labyrinth
- 1973: Roots
- 1974: Under the Sun
- 1975: Snakehips Etcetera
- 1975: Alleycat
- 1976: Direct Hits
- 1977: In Flagranti Delicto
- 1979: Out of the Long Dark
- 1980: Awakening
- 1985: Live at the Theaterhaus
- 2003: Live in Bremen
- 2003: The Pretty Redhead
- 2006: Hemispheres
- 2006: UK Tour '76

### In samenwerking
- 1971: Greek Variations & Other Aegean Exercises (met Neil Ardley & Don Rendell)
- 1974: Will Power (met Neil Ardley, Mike Gibbs, en Stan Tracey)
- 1980: Collana Jazz 80" (met het Algemona Quartetto)
- 1989: Old Heartland
- 1991: Virtual Realities (Zyklus, met Neil Ardley en John L. Walters)
- 1993: Sounds and Sweet Airs (That Give Delight and Hurt Not) (met John Taylor)

## Carrs bibliografie
- 1973: Music Outside: Contemporary Jazz in Britain, Latimer New Dimensions, ISBN 0-901539-25-2
- 1982: Miles Davis, William Morrow & Co., ISBN 0-688-01321-X
- 1988: Jazz: The Essential Companion met Digby Fairweather & Brian Priestley, Paladin Books, ISBN 0-586-08530-0
- 1991: Keith Jarrett: The Man and His Music, Grafton Books, ISBN 0-246-13434-8
- 1999: Miles Davis: The Definitive Biography, Thunder's Mouth Press, ISBN 1-56025-241-3
- 2004: The Rough Guide to Jazz met Digby Fairweather & Brian Priestley, Rough Guides Limited, 3rd edition, ISBN 1-84353-256-5

- Biblioteca Nacional de España: XX1541259
- Bibliothèque nationale de France: cb139428328 (data)
- CiNii: DA06876497
- Gemeinsame Normdatei: 13264679X
- International Standard Name Identifier: 0000 0001 1451 9987
- Library of Congress Control Number: n82053199
- Nationale Bibliotheek van Letland: 000277752
- MusicBrainz: 69a178fa-34d5-4283-9aed-691a2d5fc45d
- Bibliotheek van het Japanse parlement: 00435361
- Nationale Bibliotheek van Tsjechië: mzk2004222470
- Nationale Bibliotheek van Israël: 987007259465705171
- Nederlandse Thesaurus van Auteursnamen: 069509522
- Système universitaire de documentation: 031103146
- Virtual International Authority File: 92637471
- WorldCat: E39PBJfcHR7rfPgf36rkgw3vpP